# Сюй Цин
Сюй Цин (кит.: 許晴) — китайська борчиня вільного стилю, бронзова призерка чемпіонату світу, бронзова призерка чемпіонату Азії, бронзова призерка Кубку світу.

## Спортивні результати на міжнародних змаганнях

### Виступи на Чемпіонатах світу
| Змагання                        | Збірна | Вагова категорія          | Місце  |
| ------------------------------- | ------ | ------------------------- | ------ |
| Чемпіонат світу з боротьби 2012 | КНР    | жіноча боротьба, до 72 кг | Бронза |

### Виступи на Чемпіонатах Азії
| Змагання                       | Збірна | Вагова категорія          | Місце  |
| ------------------------------ | ------ | ------------------------- | ------ |
| Чемпіонат Азії з боротьби 2008 | КНР    | жіноча боротьба, до 72 кг | Бронза |

### Виступи на Кубках світу
| Змагання                    | Збірна | Вагова категорія          | Місце  |
| --------------------------- | ------ | ------------------------- | ------ |
| Кубок світу з боротьби 2011 | КНР    | жіноча боротьба, до 72 кг | Бронза |

### Виступи на інших змаганнях
| Змагання                          | Збірна | Вагова категорія          | Місце  |
| --------------------------------- | ------ | ------------------------- | ------ |
| Гран-прі Туркуена з боротьби 2011 | КНР    | жіноча боротьба, до 72 кг | Золото |
| Тестовий турнір FILA 2011         | КНР    | жіноча боротьба, до 72 кг | 7      |